# Sontje Hansen
Misjonne Juniffer Naigelino Hansen (Hoorn, 18 de mayo de 2002) es un futbolista neerlandés que juega en la demarcación de delantero para el Middlesbrough F. C. de la EFL Championship.

## Trayectoria
Empezó a formarse como futbolista desde muy pequeño en la disciplina del HSV Sport 1889, Zwaluwen '30 y  Always Forward, hasta que en 2013 se marchó al Ajax de Ámsterdam. Estuvo ascendiendo de categorías hasta que en 2019 finalmente subió al segundo equipo, el Jong Ajax. Jugó en la Eerste Divisie durante una temporada, donde llegó a jugar diez partidos y anotó tres goles. En la temporada 2019/20 subió al primer equipo haciendo su debut el 18 de diciembre de 2019 en un partido de la Copa de los Países Bajos contra el SC Telstar Velsen, tras sustituir a Noa Lang en el minuto 88. Cuatro días después, el 22 de diciembre, hizo su debut en la Eredivisie contra el ADO La Haya, sustituyendo a Jurgen Ekkelenkamp en el minuto 79.

## Estadísticas

### Clubes
Actualizado al último partido disputado el 3 de noviembre de 2024.
| Club                             | Div.          | Temporada     | Liga  | Liga  | Copas nacionales | Copas nacionales | Copas internacionales | Copas internacionales | Total | Total |
| Club                             | Div.          | Temporada     | Part. | Goles | Part.            | Goles            | Part.                 | Goles                 | Part. | Goles |
| -------------------------------- | ------------- | ------------- | ----- | ----- | ---------------- | ---------------- | --------------------- | --------------------- | ----- | ----- |
| Jong Ajax · Países Bajos         | 2.ª           | 2019-20       | 10    | 3     | —                | —                | —                     | —                     | 10    | 3     |
| Jong Ajax · Países Bajos         | Total club    | Total club    | 10    | 3     | 0                | 0                | 0                     | 0                     | 10    | 3     |
| Ajax de Ámsterdam · Países Bajos | 1.ª           | 2019-20       | 1     | 0     | 1                | 0                | 0                     | 0                     | 2     | 0     |
| Ajax de Ámsterdam · Países Bajos | Total club    | Total club    | 1     | 0     | 1                | 0                | 0                     | 0                     | 2     | 0     |
| Jong Ajax · Países Bajos         | 2.ª           | 2020-21       | 28    | 3     | —                | —                | —                     | —                     | 28    | 3     |
| Jong Ajax · Países Bajos         | 2.ª           | 2021-22       | 22    | 2     | —                | —                | —                     | —                     | 22    | 2     |
| Jong Ajax · Países Bajos         | 2.ª           | 2022-23       | 23    | 4     | —                | —                | —                     | —                     | 23    | 4     |
| Jong Ajax · Países Bajos         | Total club    | Total club    | 82    | 12    | 0                | 0                | 0                     | 0                     | 82    | 12    |
| NEC Nimega · Países Bajos        | 1.ª           | 2023-24       | 33    | 6     | 5                | 0                | —                     | —                     | 38    | 6     |
| NEC Nimega · Países Bajos        | 1.ª           | 2024-25       | 11    | 2     | 1                | 1                | —                     | —                     | 12    | 3     |
| NEC Nimega · Países Bajos        | Total club    | Total club    | 44    | 8     | 6                | 1                | 0                     | 0                     | 50    | 9     |
| Total carrera                    | Total carrera | Total carrera | 127   | 20    | 7                | 1                | 0                     | 0                     | 134   | 21    |